# Villino Panichi
Le Villino Panichi est une petite villa Art nouveau située dans la ville de Grosseto, Toscane, donnant sur la Piazza della Vasca.

## Histoire
La villa a été construite au début du XXe siècle et conçue par l'architecte Lorenzo Porciatti ; c'est le premier bâtiment construit sur la Piazza della Vasca (alors Piazza Umberto I), dans la banlieue extra-muros de Porta Nuova,.

## Description
Le villino se caractérise par un mélange d'éléments néo-Renaissance et de décorations et d'ornements Art nouveau,.
Le bâtiment est sur deux niveaux, avec des murs recouverts de décorations en brique et pierre. Le rez-de-chaussée de la villa se caractérise par la présence d'un grand portail d'entrée qui s'ouvre au centre de la façade par un arc en plein cintre, flanqué de chaque côté d'une fenêtre rectangulaire.